# Oh Se-hun
Oh Se-hun (en coréen : 오 세훈 ; en hanja: 吴世勋), communément appelé Sehun (en coréen : 세훈), est un rappeur, danseur, chanteur et acteur sud-coréen né le 12 avril 1994 à Jungnang-gu (Séoul).
Il est le plus jeune membre et l'un des rappeurs et danseurs principaux du boys band sud-coréano-chinois EXO et de son sous-groupe, EXO-K, du label SM Entertainment.
Avec Chanyeol, il forme le sous-groupe EXO-SC.

## Biographie

### Jeunesse
Sehun est né à Jungnang-gu, un arrondissement de Séoul en Corée du Sud. Il a un frère aîné de trois ans de plus que lui. Il est allé à l'école élémentaire Mangwoo de Séoul, au collège Sinhyeon, au lycée Shinyeon puis a été transféré vers le lycée Performing Arts de Séoul dont il est diplômé en février 2013.
Avant d'entrer dans le groupe, il a été ulzzang, c'est pour cela qu'il était déjà connu.
Alors qu'il était en 6e année à l'école primaire et qu'il mangeait dans la rue avec ses amis, un membre du staff de la SM Entertainment s'est approché, lui a remis une carte et lui a demandé s'il voulait passer une audition pour entrer dans l'agence. Étant très jeune, il a eu peur et s'est rappelé ce que sa mère lui avait dit : « Si tu te trouves avec quelqu'un d'étranger cours, cours seulement. » Il a donc fuit le représentant, qui l'a suivi pendant 30 minutes.
Sehun est ainsi devenu stagiaire chez la SM Entertainment à partir de 2008, grâce au Casting System de l'agence. Sa chanson de stagiaire était "Baby" de Justin Bieber.
Ayant été recruté très jeune, il sera stagiaire pendant 4 ans avant d'intégrer EXO, alors qu'il n'avait encore que 16 ans. Les fans l'appelaient "Oh Mi Ja" car il était encore mineur quand il a débuté.

### Carrière
Il fut présenté au public par l'agence, le 10 janvier 2012 sous le nom de Se Hun, grâce à des photos teaser ainsi que le 7e teaser vidéo du futur groupe EXO où on peut le voir danser en compagnie de Kai. Le groupe a officiellement débuté le 8 avril 2012.
En février 2016, il a reçu un Weibo Star Award grâce aux votes des utilisateurs du réseau social chinois Sina Weibo lors du 5th Gaon Chart K-Pop Awards.
Le 14 mars 2016, un représentant de la SM Entertainment a confirmé que le chanteur avait été recruté pour jouer le rôle principal dans le film sino-coréen "Catman". En juillet 2016, Sehun a été annoncé pour être le rôle principal dans le prochain web-drama coréano-chinois "Dear Archimedes".
En septembre 2017, il a été confirmé que Sehun participera à la nouvelle émission de variétés de Netflix "The Culprit is You". Le premier épisode a été mise en ligne le 4 mai 2018 sous le nouveau titre : "Busted! I Know Who You Are". Le 28 juin, il a été dévoilé que le duo réunissant lui et Chanyeol se nommera EXO-SC et qu'elle débutera avec un premier mini-album intitulé What a Life prévu pour le 22 juillet prochain, ce premier opus serait composé de six titres.
Le 12 mars 2018, SM Entertainment a confirmé la présence de Sehun dans le rôle principal masculin du prochain web film intitulé "Dokgo Rewind", au côté de Mina (membre de Gugudan). En mai, il a été annoncé que le chanteur jouera dans "Secret Queen Makers", il s'agit de la seconde saison du web-drama produit par Lotte Duty Free, le premier étant "First Seven Kisses" dans lequel Kai a joué. Dans le cadre du projet SM Station, Sehun a enregistré un duo avec Chanyeol "We Young" qui est sorti le 14 septembre.
Le 5 juin 2019, selon les informations communiquées par OSEN, Sehun et Chanyeol devraient faire leurs débuts en tant que nouveau sous-groupe et premier duo d'EXO en juillet. Des sources affirment que Chanyeol et Sehun ont récemment terminé le tournage de leur clip et sont en phase finale de la préparation de leur album. Plus tard, SM Entertainment a confirmé ces propos.

## Mode
En janvier 2017, Vogue Korea a publié une séance photo avec le chanteur portant des produits de la collection Moncler Gamme Bleu 2017. Il a par ailleurs assisté en décembre à la soirée d'ouverture du produit vedette de la marque à Hong Kong.
Le 7 mars, il est élu comme « l'homme le mieux habillé au défilé Louis Vuitton » par Vogue lors de la Fashion Week de Paris,. Le 28 mai 2018, il est réélu comme « l'homme le mieux habillé au défilé Louis Vuitton » par Vogue lors de la « Louis Vuitton Cruise Collection 2019 » qui a eu lieu à Saint-Paul-de-Vence,.
En 2018, Sehun est devenu la deuxième idole masculine sud-coréenne après G-Dragon à figurer sur la couverture de Vogue Korea pour fêter leur 22e anniversaire. Il est devenu le numéro le plus vendu depuis la création du magazine en 1996. Il est par ailleurs devenu l'ambassadeur de la ligne de vêtements XXX de la maison de couture de luxe italienne Zegna au côté du chanteur et acteur chinois William Chan.
En janvier 2020, Sehun a assisté au défilé de mode de Berluti à Paris. Il a ensuite posé pour la collection printemps/été 2020 de la marque, dont les clichés sont parus dans le numéro de mars de W Korea. En septembre, il a été annoncé comme l'un des trois protagonistes du projet numérique de Cartier, pour célébrer le retour de leur montre emblématique Pasha De Cartier. Le chanteur a ensuite été annoncé comme le nouveau visage de Dior Homme en octobre.

## Filmographie

### Films
| Année | Titre                    |           |                |
| ----- | ------------------------ | --------- | -------------- |
| 2018  | Dokgo Rewind             | Kang Hyuk | Rôle principal |
| 2021  | Catman                   | Liang Qu  | Rôle principal |
| 2021  | The Pirates: Goblin Flag | Han-Goong | Rôle principal |

### Dramas
| Année | Titre                | Chaîne        | Rôle     | Notes                  |
| ----- | -------------------- | ------------- | -------- | ---------------------- |
| 2012  | To the Beautiful You | SBS           | Lui-même | Apparition ; épisode 2 |
| 2013  | Royal Villa          | jTBC          | Lui-même | Apparition ; épisode 2 |
| 2015  | EXO Next Door        | Naver TV Cast | Sehun    | Rôle principal         |
| 2018  | Secret Queen Makers  | Naver TV Cast | Sehun    | Rôle principal         |
| 2025  | Dear Archimedes      |               | Yan Su   | Rôle principal         |

### Émissions télévisées
| Année     | Titre                             | Chaîne  | Rôle                | Notes |
| --------- | --------------------------------- | ------- | ------------------- | --- |
| 2013      | Idol Star Athletics Championships | MBC     | Concurrent          | avec Chanyeol, Baekhyun, Tao, Luhan et Suho                                                                             |
| 2013      | Star King                         | SBS     | Invité              | avec Luhan, Baekhyun, Xiumin, Suho et Kai                                                                               |
| 2013      | Beatles Code 2                    | Mnet    | Invité              | avec Xiumin, Suho, Lay, Baekhyun et D.O.                                                                                |
| 2013      | Immortal Songs 2                  | KBS     | Invité              | Épisodes 116, 118 et 119                                                                                                |
| 2013      | Idol Star Athletics Championships | MBC     | Concurrent          | avec Suho, Luhan, Xiumin, Baekhyun, Kris, Kai et Tao                                                                    |
| 2014      | Running Man                       | SBS     | Concurrent          | Épisode 209 avec Kai |
| 2014      | Show! Music Core                  | MBC     | Présentateur invité | avec Xiumin |
| 2016      | Yummy! Yummy!                     | Le.com  | Invité              | avec Kai |
| 2017      | Idol Star Athletics Championships | MBC     | Concurrent          | avec Chanyeol et Suho                                                                                                   |
| 2017      | Hello Counselor                   | KBS     | Invité              | avec Suho |
| 2018-2021 | Busted! I Know Who You Are        | Netflix | Participant         | aux côtés de Yoo Jae-suk, Ahn Jae-wook, Kim Jong-min, Lee Kwang-Soo, Park Min-young et Kim Se-jeong (membre de gugudan) |

### Émissions de radio
| Année | Titre                 | Chaîne       | Rôle   | Notes                                                    |
| ----- | --------------------- | ------------ | ------ | -------------------------------------------------------- |
| 2014  | Sukira Kiss the Radio | KBS Cool FM  | Invité | avec Chanyeol et D.O.                                    |
| 2015  | Cultwo Show           | SBS Power FM | Invité | avec Baekhyun, Suho, Chen, Chanyeol, D.O., Xiumin et Kai |
| 2016  | Sukira Kiss the Radio | KBS Cool FM  | Invité | avec Chen                                                |

### Clips musicaux
| Titre | Artiste             |                       |
| ----- | ------------------- | --------------------- |
| 2012  | "Twinkle"           | Girls' Generation-TTS |
| 2015  | "Can You Feel It ?" | Super Junior-D&E      |
| 2015  | "Who Are You"       | BoA                   |

## Récompenses et nominations
| Année | Prix                           | Catégorie                                           | Résultat |
| ----- | ------------------------------ | --------------------------------------------------- | -------- |
| 2016  | 5e Gaon Chart K-Pop Awards     | Weibo Star Award                                    | Lauréat  |
| 2017  | 6e Gaon Chart K-Pop Awards     | Artist of Fan Choice Award                          | Lauréat  |
| 2017  | 5e YinYueTai V-Chart Awards    | Most Popular Artist Live Voting                     | Lauréat  |
| 2017  | Peeper x Billboard Korea Award | December Top K-Pop Artist Award (Individual)        | Lauréat  |
| 2018  | 3e Asia Artist Awards          | StarPay Popularity Award (Actor)                    | Lauréat  |
| 2019  | Weibo Starlight Awards         | Overseas Male Artist Award                          | Lauréat  |
| 2019  | 2e Asia Artist Awards          | AAA x Dongnam Media & FPT Polytechnic Award (Actor) | Lauréat  |
| 2019  | Soompi Awards                  | Best Idol Actor (pour Dokgo Rewind)                 | Lauréat  |

### Sources
- Article de Se Hun sur Nautiljon : http://www.nautiljon.com/people/se+hun+%5bexo%5d.html

- (en) Cet article est partiellement ou en totalité issu de l’article de Wikipédia en anglais intitulé « Oh Se-hun » (voir la liste des auteurs).